# Вулиця Михайла Бойчука (Львів)
Вулиця Миха́йла Бойчука́ — вулиця у Франківському районі міста Львова, в місцевості Кульпарків. Пролягає від вулиці Івана-Теодозія Куровця до парку Горіховий Гай, утворюючи перехрестя з вулицями Софії Караффи-Корбут та Княгині Ольги. Прилучаються вулиці Григорія Грабянки, Молдавська, Сонячна.

## Історія
Вулиця виникла у 1950-х роках, у 1953 році отримала назву Шу́хова, на честь російського винахідника Володимира Шухова. Сучасна назва походить з 1992 року, на пошану українського художника Михайла Бойчука.

## Забудова
Забудова вулиці Михайла Бойчука належить до другої половини XX століття — тут є одноповерхові садиби 1950-х років та сучасні приватні будинки, п'ятиповерхівки 1960-х—2000-х років, дев'ятиповерхові будинки 1980-х років.
Під № 7 розташований заклад дошкільної освіти (ясла-садок) комбінованого типу № 73 «Сонечко», створений на підставі рішення № 346 виконавчого комітету Львівської міської ради від 20 грудня 1981 року та розрахований на 274 дитини. Під № 38 — крамниця мережі супермаркетів «АТБ».